# Powiat gryfiński
Powiat gryfiński är ett distrikt (powiat) i Västpommerns vojvodskap i nordvästra Polen, beläget söder om Szczecin vid floden Oder och gränsen mot Tyskland. Befolkningen uppgick 2009 till 82 830 personer. Distriktet är uppkallat efter huvudstaden Gryfino och är med en yta på 1 870 km² det största till ytan av Västpommerns powiater.

## Administrativ indelning
I distriktet finns sammanlagt nio kommuner (Gmina).

Kommunindelning

### Stads- och landskommuner
Följande sex kommuner utgörs av en stad med omgivande landsbygd:
- Cedynia
- Chojna
- Gryfino (huvudstad)
- Mieszkowice
- Moryń
- Trzcińsko-Zdrój

### Landskommuner
Följande kommuner saknar städer och har endast mindre tätorter:
- Banie
- Stare Czarnowo
- Widuchowa